# José Santana de Vasconcellos Moreira
José Santana de Vasconcellos Moreira (Alvinópolis, 10 de abril de 1939) é um advogado, empresário, produtor rural e político brasileiro do estado de Minas Gerais, filiado ao PL.
José Santana foi deputado estadual de Minas Gerais por três legislatura consecutivas, da 8ª à 10ª legislatura (1975 - 1987)
, eleito pela ARENA.
Em 1987, assumiu mandato na Câmara dos Deputados, atuando como deputado federal por Minas Gerais, sendo eleito para seis mandatos consecutivos (de 1987 a 2011).

Nas eleições de 2010, José Santana desistiu disputar novamente a vaga na Câmara, apresentando seus filhos Bernardo de Vasconcelos e Gustavo de Vasconcelos como candidatos a deputado federal e estadual, respectivamente.

## Biografia
Casado com Lourdes Rocha de Vasconcellos Moreira.
Pai de três filhos.
- Gustavo de Vasconcellos Moreira

Esposa: Vivian Aparecida Ribeiro Vasconcellos 
Filho: Gustavo Santana Silva de Vasconcellos
- Bernardo de Vasconcellos Moreira

Esposa: Adriana Bello Vicintin de Vasconcellos Filhos(as): Victoria Vicintin de Vasconcellos, Bernardo Vicintin de Vasconcellos e Stephanie Vicintin de Vasconcellos
- Ana Christina de Vasconcellos Moreira

Formado em Direito pela Universidade Federal de Minas Gerais (UFMG). 
Foi eleito deputado estadual de Minas Gerais  por quatro legislaturas; 1971 - 1975 ( ARENA) , 1975 - 1979 (ARENA) , 1979 - 1983 (ARENA) e 1983 - 1987 (PDS). Recebeu o diploma de "Melhor Deputado" concedido pelo Centro de Cronistas Políticos do Estado de Minas Gerais. 
Foi eleito Deputado Federal por Minas Gerais por seis legislaturas ; 1987 - 1991 (PFL), 1991 - 1995 (PFL), 1995 - 1999 (PFL), 1999 - 2003 (PFL) , 2003 - 2007 (PL) e 2007 - 2011 (PR)

## Constituinte
ASSEMBLÉIA NACIONAL CONSTITUINTE: Comissão de Sistematização e, como Membro, apresentou o número recorde de 441 emendas, das quais 121 foram aprovadas.

## Atividades Políticas
Em 1986 foi Vice - Presidente do PFL Nacional e Estadual (MG).
Entre 1965 e 1970 foi Assessor e responsável pelo gabinete do então Governador de Minas Gerais Israel Pinheiro
Entre 1981 a 1983 foi Presidente da Assembleia Legislativa de Minas Gerais.  
Entre  2003 a 2014 foi Integrante da Comissão Executiva do PR . 
Entre 2011 e 2016 foi Vice - Presidente do Banco de Desenvolvimento de Minas Gerais (BDMG)

## Homenagens e Condecorações
Durante toda sua vida política recebeu condecorações e homenagens .
Mais detalhes no portal Zé Santana – Site Oficial (zesantana.com.br)